# 業務車1号

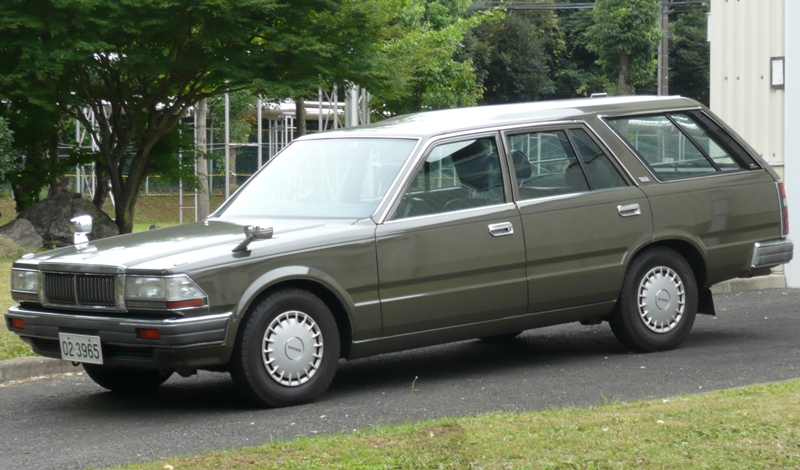
業務車1号・旧型（日産・セドリックバン / 立川防災航空祭にて撮影）

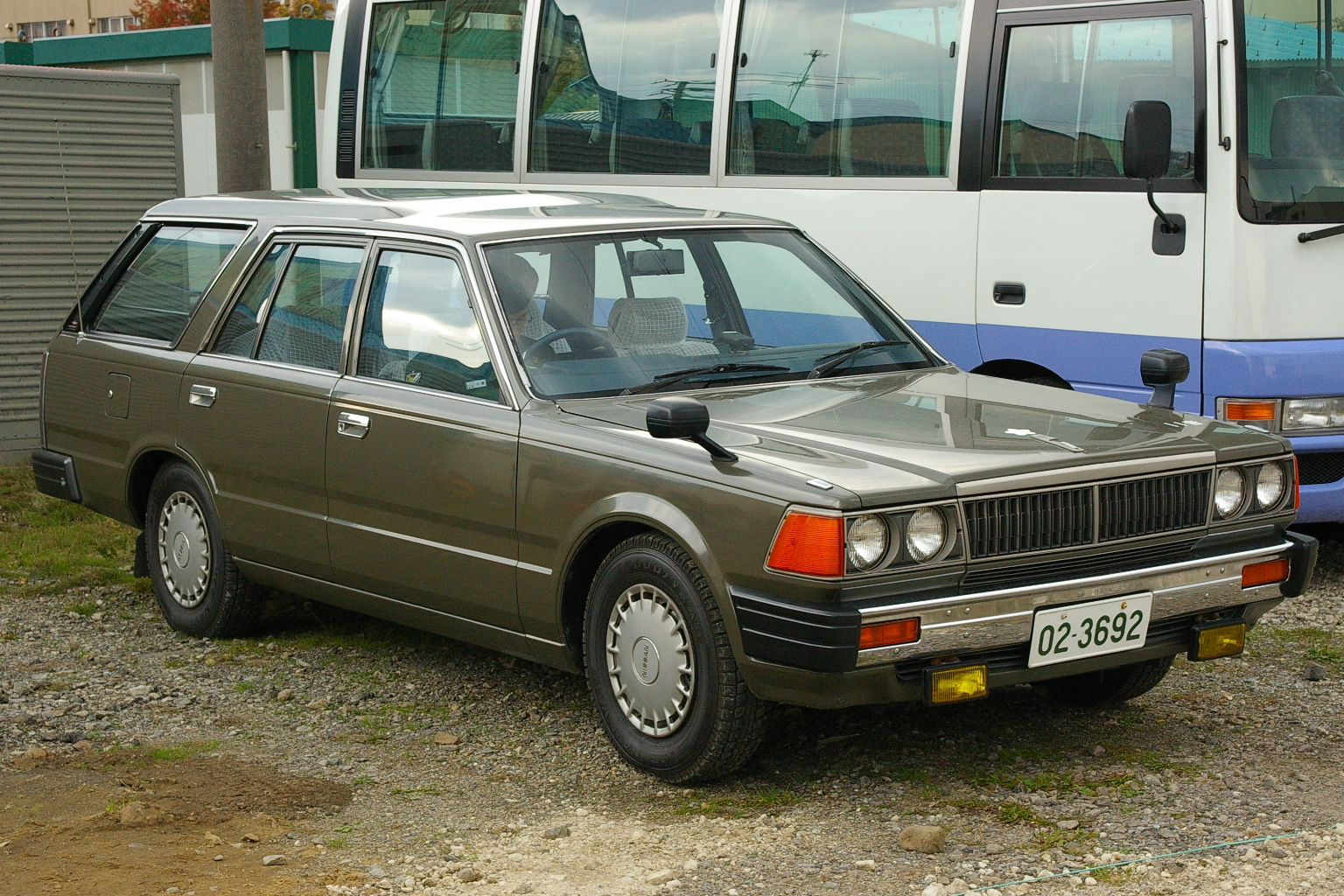
業務車1号・旧型（日産・セドリックバン / 第11音楽隊）

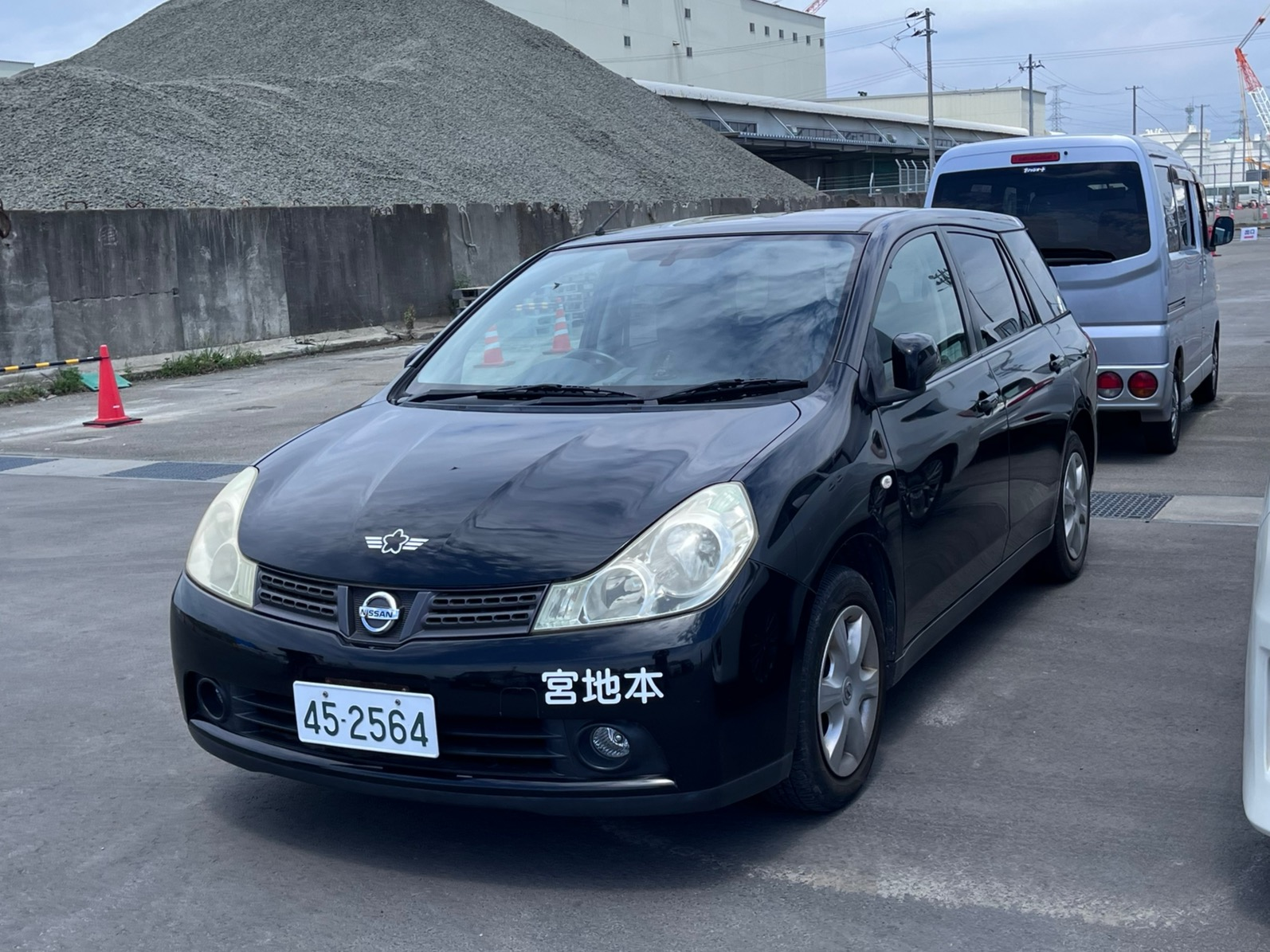
業務車1号・航空自衛隊所属車両（日産・ウイングロード / 宮城地方協力本部）

業務車1号（ぎょうむしゃいちごう）は、主に陸上自衛隊に装備されている車両の名称。駐屯地内外で人員の輸送、簡単な物資輸送などに使われる。海上自衛隊、航空自衛隊でも使用されている。

## 概要
駐屯地内で使用する他、公用で駐屯地外に出る時に使用する。職務遂行上、公用で駐屯地外に出ることの方が多い。
主にOD色の日産・セドリックバン、トヨタ・クラウンバンが納入されていたが、車体の安全基準強化や自動車排出ガス規制強化への対応が難しくなったのと保守部品の補給の問題で1999年（平成11年）度から、日産・アベニールワゴンになった。更に2003年頃から日産・プリメーラワゴンや日産・エキスパート、さらには日産・ウイングロードに更新されたが、生産中止になったこともあり三菱・ランサーワゴンやスバル・レガシィワゴン等が納入されてきた。その後ミドルクラスのステーションワゴンは軒並み生産終了や使用してきたグレードの廃止が相次ぎ、トヨタ・ウィッシュなどのステーションワゴン型ミニバンを納入する事例もあった。2025年現在では主にトヨタ・カローラフィールダー(1800cc車、ハイブリッド車)やトヨタ・カローラツーリングが導入されている。2006年から経費節用と維持管理の問題から特注色であるOD色塗装から仕様変更し黒色塗装が仕様となった。今後、業務車1号が更新される際には黒色が標準設定されている車種が納入されることになる。
トミーテックのMSSシリーズから『日産セドリックバン 陸上自衛隊業務車1号』として模型化されている。

## 使用用途
主に駐屯地業務隊においては最低でも1両が配置され、隊員の送迎業務などで使用されている。業務車3号や乗用車と違い用途に関しては特に指定がされておらず、車両に余裕があれば隊長の送迎（1佐職に限る）にも使用される他に、駐屯地援護センターによる隊員の援護活動等、総監部の1等陸佐の課長・師団等司令部において司令部部長職及び団高級幕僚（師団司令部等の幕僚長に相当する職）等の通勤送迎にも使用している。
業務隊においては、2両以上の配置があれば1両を隊長車、1両を隊員送迎・業務用途に使用する。
その他1佐（三）指定職の部隊にも配置され、主として隊長送迎車としても活用されている。
音楽隊では主に演奏会や各種支援での移動時に隊長車として使用している。隊長であれば階級は不問である。また、通常は業務車1号（隊長車）、人員輸送車、楽器運搬車の3両構成であるが、大きな楽器を使用しない2～3名による演奏会や学校への説明会などでは、業務車1号単独で移動することもある。
自衛隊地方協力本部などで使用されているバンは白塗りの業務車2号である。

## 諸元
納入条件：全長4800mm以下、全幅1790mm以下、排気量2000cc以下が2009年度以降の仕様書にて指定されている。1佐職の幹部送迎用は内装も本革シートに変更するなど、業務車3号に準じたものに変更している

## 特徴
- 駐屯地業務隊など駐屯地業務を行う部隊には援護活動用としてさらに複数台装備されている場合があるが、特に師団司令部等が所在する駐屯地では援護活動が業務隊の管轄でなく地方協力本部による活動が主であるので、業務隊には隊長車の他には恒常業務用に1台のみであることがある。
- 将官の送迎などに使用される車両も黒塗りのセダンであるが、こちらは業務車3号ではなく乗用車と呼ばれている。
  - 上記2車の違いは車両のグレード（現在では同じクラウンでもハイブリッド車とノーマルの違い）や予算配分の違いなど。
- ナンバープレートは一般車がつけているものではなく、自衛隊車両の装着する「01-○○○○から03-○○○○」の6桁ナンバーを採用しているので、一目で市販車と見分けがつく。これに対して本省の官用車や業務車3号は民間車両と同じナンバープレートである。
- OD色の塗装以外は市販車と仕様上に大きな変更点は無いが、上記の通り今後納入されるのは黒色の車両になる。
- かつては日産自動車製の車種が多かったが現在は使用できる車種が限られてきているためメーカー問わず導入されている。
- 本省の官用車や業務車3号が車検時は民間の整備工場や運輸局にて車検を取得するのに対して、業務車1号や2号は駐屯地の基幹部隊を支援する整備中隊若しくは補給処等に車両検査を委託する場合がある。（車両ナンバー取得の関係上、民間ナンバーは運輸局の管轄に対して自衛隊ナンバーは補給処等の管轄のため）

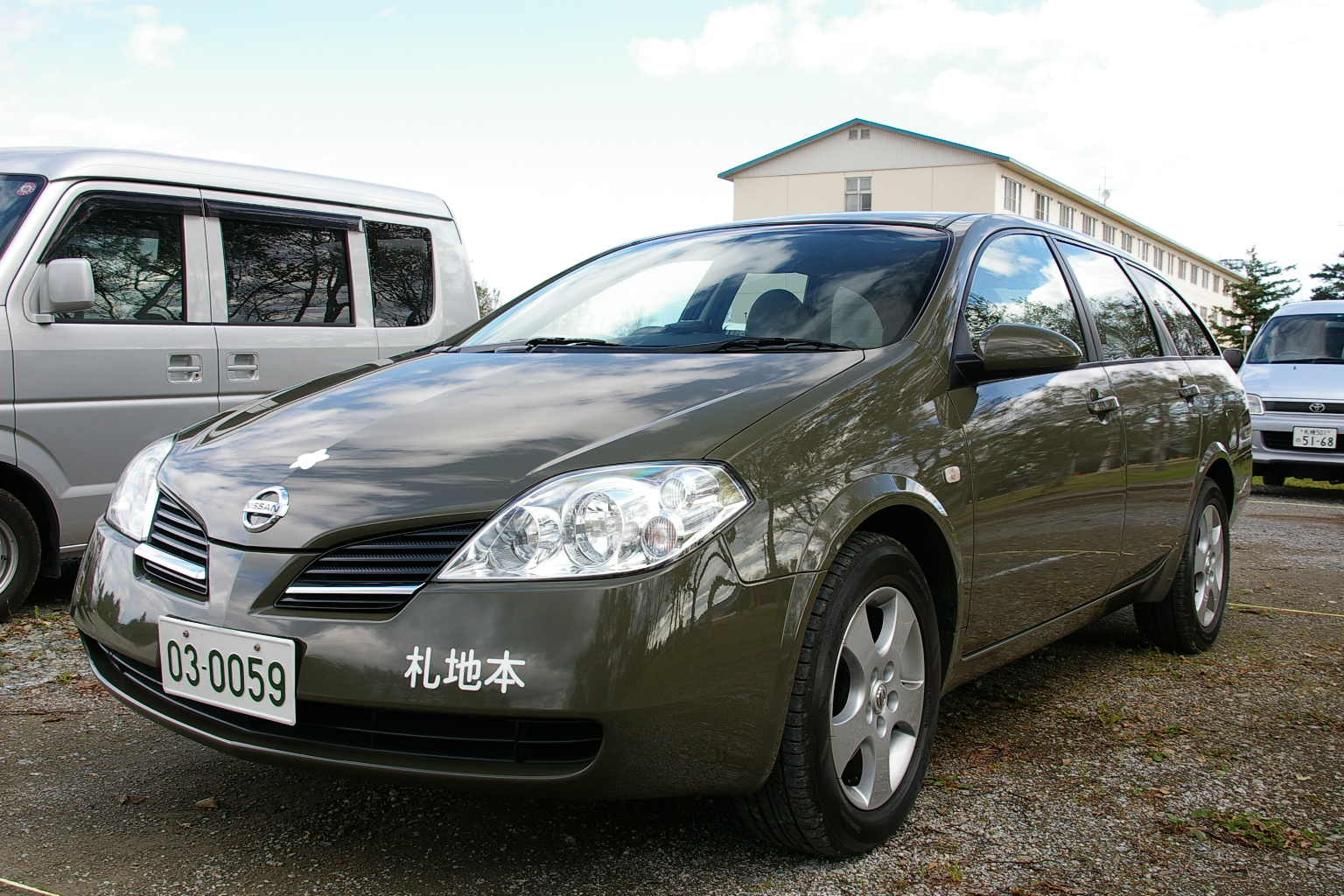
日産・プリメーラワゴン
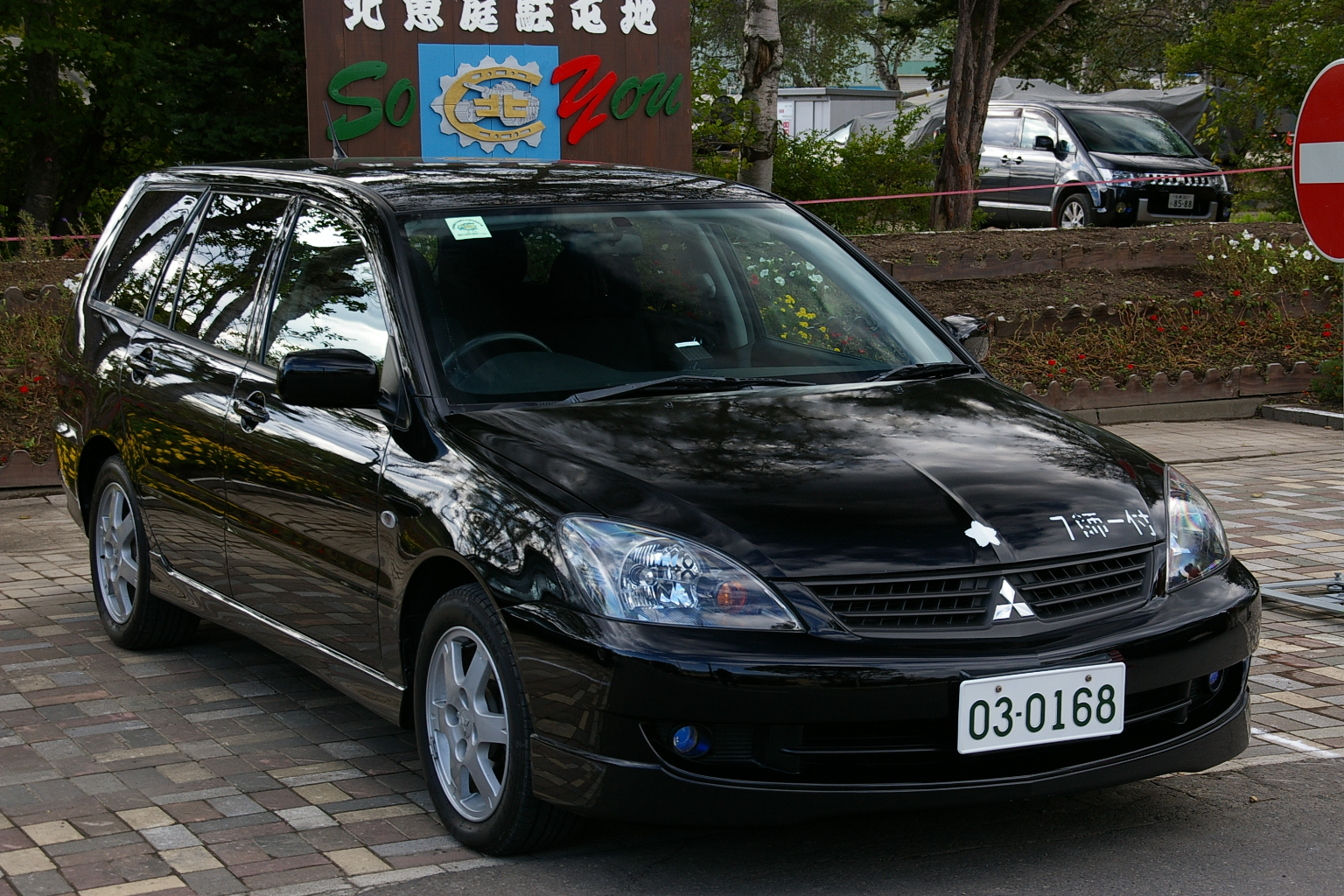
三菱・ランサーワゴン
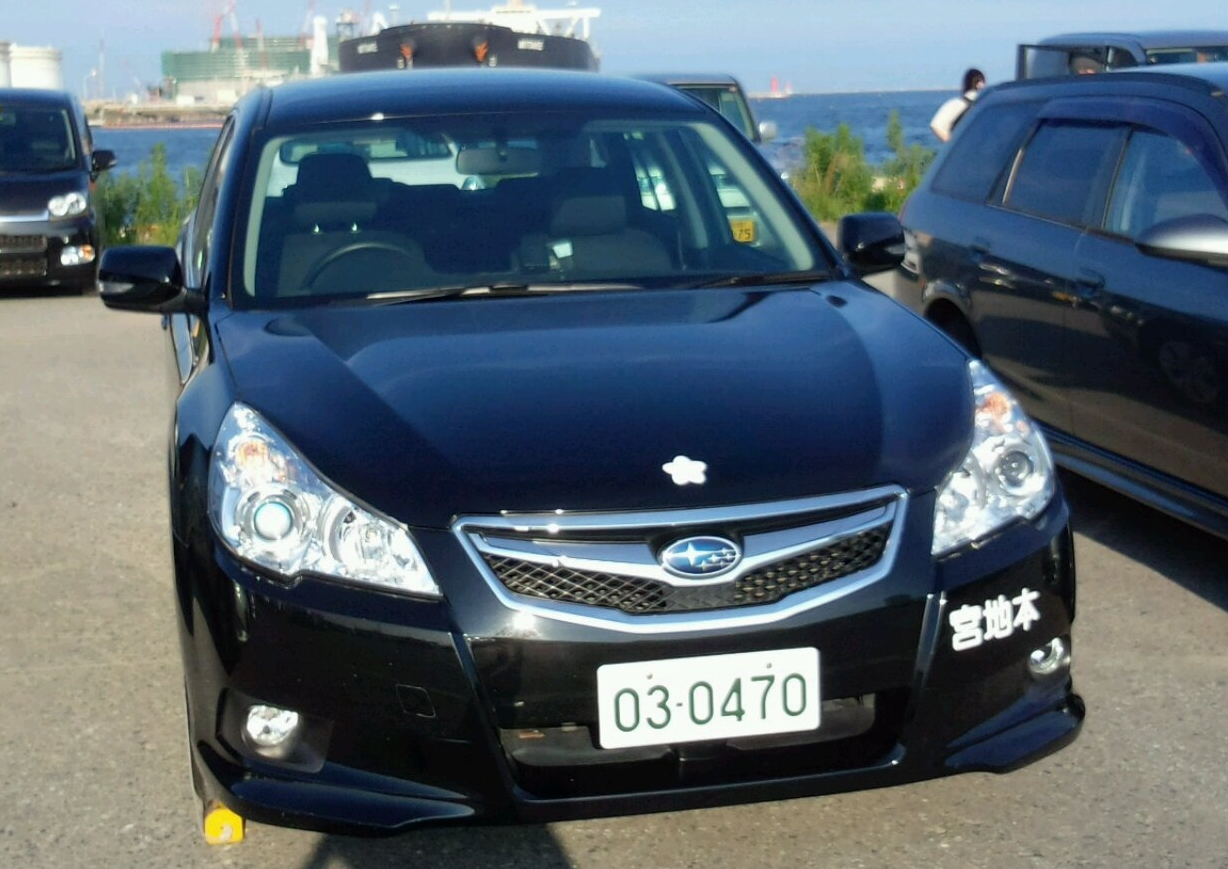
スバル・レガシィワゴン